# بخش بلتستان
بخش بلتستان (انگلیسی: Baltistan Division) یکی از بخش‌های پاکستان در گلگت-بلتستان بود که در اصلاحات انجام‌گرفته در سال ۲۰۰۸، ساختار بخش در پاکستان حذف گردید. اما در سال ۲۰۰۸ مجدداً بازگردانده شد. ناحیه‌های آن عبارت بودند از:
- ناحیه گانچهی
- ناحیه کهرمنگ
- ناحیه شگر
- ناحیه سکردو